# Aleksandr Valentinovič Vampilov
Aleksandr Valentinovič Vampilov (in russo Алекса́ндр Валенти́нович Вампи́лов?; Čeremchovo, 19 agosto 1937 – Lago Bajkal, 17 agosto 1972) è stato un drammaturgo sovietico.

## Biografia
Quarto figlio di una famiglia di insegnanti, Vampilov nacque da Valentin Nikitič, il quale discendeva da una famiglia di Buriati, e da Anastasija Prokop'evna, una russa figlia di un pope ortodosso. Il padre venne perseguitato perché sospettato di "attività nazionalista". Il giovane Alexandr imparò a suonare la chitarra e il mandolino da autodidatta e i suoi primi scritti apparvero su varie riviste a partire dal 1958. In seguito questi lavori vennero pubblicati col titolo di Una confluenza di circostanze e lo pseudonimo di A. Sanin. Dopo avere studiato letteratura e storia nel dipartimento di filologia dell'università di Irkutsk, laureandosi nel 1960, si dedicò al teatro. Diresse un giornale di Irkutsk fra il 1962 e il 1964, e in seguito divenne amico del noto drammaturgo Aleksej Arbuzov. La pubblicazione di Addio in giugno (Прощание в июне) nel 1966 non riscosse subito un grande successo, ma a partire dai primi anni settanta divenne molto popolare. Anche la sua commedia Figlio maggiore (Старший сын), pubblicata nel 1967 non ebbe successo immediato: venne rappresentata la prima volta nel 1969 e raggiunse il grande pubblico anni dopo.  
Vampilov morì per annegamento mentre pescava sul Lago Bajkal. Il suo ultimo lavoro fu La scorsa estate a Čumlisk (Прошлым летом в Чулимске).